# Lijst van oorlogsmonumenten in Hoeksche Waard
De gemeente Hoeksche Waard heeft 14 oorlogsmonumenten. Hieronder een overzicht.
| Nr.                             | Object                          | Herdachte groep | Ontwerper                                                  | Onthulling        | Type            | Locatie                                       | Plaats              | Coördinaten                   | Foto                            |
| ------------------------------- | ------------------------------- | --- | ---------------------------------------------------------- | ----------------- | --------------- | --------------------------------------------- | ------------------- | ----------------------------- | ------------------------------- |
| 370                             | Indië-monument                  | militairen in dienst van het Ned. Kon. na 1945, militairen in dienst van het Ned. Kon. 1940-1945                                                                                                   | Dienst Gemeentewerken                                      | 15 augustus 1997  | gedenksteen     | Hallinxweg, 3281 KC                           | Numansdorp          | 51° 44' 2" NB, 4° 25' 34" OL  | Indië-monument                  |
| 4317                            | Herdenkingsmonument             | militairen in dienst van het Ned. Kon. na 1945, burgerslachtoffers, vervolgden Nederland, verzet Nederland, overig                                                                                 | Dienst Gemeentewerken                                      | 4 mei 1998        | gedenksteen     | Voorstraat                                    | Piershil            | 51° 47' 37" NB, 4° 18' 53" OL | Meer afbeeldingen               |
| 424                             | Indië-monument                  | militairen in dienst van het Ned. Kon. na 1945, militairen in dienst van het Ned. Kon. 1940-1945                                                                                                   | Dienst Gemeentewerken, i.s.m. het Comité Indië-gedenksteen | 15 september 1995 | gedenksteen     | Sportlaan, 3297 AK                            | Puttershoek         | 51° 47' 55" NB, 4° 33' 54" OL | Indië-monument                  |
| 1335                            | Monument 1940-1945              | militairen in dienst van het Ned. Kon. na 1945, geallieerde militairen, militairen in dienst van het Ned. Kon. 1940-1945, burgerslachtoffers, burgers voormalig Nederlands-Indië, verzet Nederland | N. van der Wulp                                            | 13 maart 1941     | gedenkmuur      | Kerkstraat 9, 3295 BD                         | 's-Gravendeel       | 51° 44' 37" NB, 4° 33' 12" OL | Monument 1940-1945              |
| 1862                            | Moeder                          | burgerslachtoffers, verzet Nederland | Hubert van Lith (09-01-1906)                               | 20 mei 1950       | beeld/sculptuur | Provinciale weg N217                          | Heinenoord          | 51° 49' 13" NB, 4° 28' 25" OL | Moeder                          |
| 1920                            | Indië-monument                  | militairen in dienst van het Ned. Kon. na 1945, militairen in dienst van het Ned. Kon. 1940-1945                                                                                                   | Ingrid Kruit                                               | 20 juni 1996      | beeld/sculptuur | Mariniersweg 26, 3262 VE                      | Oud-Beijerland      | 51° 49' 11" NB, 4° 24' 15" OL | Indië-monument                  |
| 2010                            | Vrij                            | algemeen | Ingrid Kruit                                               | 16 november 1985  | beeld/sculptuur |                                               | Oud-Beijerland      | 51° 49' 22" NB, 4° 24' 33" OL | Vrij                            |
| 2011                            | Am j'Israel Chai                | vervolgden Nederland | Marga Vogel (29-05-1948)                                   | 27 oktober 1987   | beeld/sculptuur | Bierkade, 3261 KA                             | Oud-Beijerland      | 51° 49' 36" NB, 4° 24' 45" OL | Am j'Israel Chai                |
| 2037                            | Oorlogsmonument                 | beallieerde militairen, militairen in dienst van het Ned. Kon. 1940-1945 | Toos Neger                                                 | 3 mei 1952        | reliëf          | Kerkstraat 48, 3291 AM                        | Strijen             | 51° 44' 40" NB, 4° 33' 6" OL  | Oorlogsmonument                 |
| 2038                            | Joods monument                  | vervolgden Nederland | Ralph Prins                                                | 16 december 1992  | gedenksteen     | Kerkstraat 78 A, 3291 AM                      | Strijen             | 51° 44' 42" NB, 4° 32' 58" OL | Joods monument                  |
| 2039                            | Indië-monument                  | militairen in dienst van het Ned. Kon. na 1945 |                                                            | 17 oktober 1997   | gedenksteen     | Kerkstraat, plantsoen, 3291 AM                | Strijen             | 51° 44' 43" NB, 4° 32' 57" OL | Indië-monument                  |
| 2998                            | Oorlogsmonument                 | allen |                                                            |                   | gedenksteen     | Oranjeplein, 3286 AP                          | Klaaswaal           | 51° 46' 13" NB, 4° 26' 51" OL | Oorlogsmonument                 |
| 3347                            | Oorlogsmonument (2)             | burgerslachtoffers |                                                            | 4 mei 2009        | plaquette       | Kerkstraat 48, 3291 AM                        | Strijen             | 51° 44' 41" NB, 4° 33' 7" OL  | Oorlogsmonument (2)             |
| 3522                            | Monument voor Jack Dawson Green | geallieerde militairen |                                                            | 3 mei 2010        | gedenksteen     | Boonsweg 100, 3274                            | Heinenoord          | 51° 49' 30" NB, 4° 31' 34" OL | Monument voor Jack Dawson Green |
|                                 | Nederlandse oorlogsgraven       | militairen in dienst van het Ned. Kon. 1940-1945 |                                                            |                   | graf            | Begraafplaats, Kerkstraat 78a                 | Strijen             | 51° 44' 44" NB, 4° 32' 55" OL | Nederlandse oorlogsgraven       |
|                                 | oorlogsgraven                   | geallieerde militairen |                                                            |                   | graf            | Begraafplaats, Kerkstraat 78a                 | Strijen             | 51° 44' 44" NB, 4° 32' 55" OL | oorlogsgraven                   |
| Dit oorlogsmonument op Wikidata | Stolpersteine                   | vervolgden Nederland | Gunter Demnig                                              |                   | reliëf          | Zie Lijst van Stolpersteine in Hoeksche Waard | Numansdorp, Strijen |                               | Meer afbeeldingen               |

Alblasserdam ·
Albrandswaard ·
Alphen aan den Rijn ·
Barendrecht ·
Bodegraven-Reeuwijk ·
Capelle aan den IJssel ·
Delft ·
Den Haag ·
Dordrecht ·
Goeree-Overflakkee ·
Gorinchem ·
Gouda ·
Hardinxveld-Giessendam ·
Hendrik-Ido-Ambacht ·
Hillegom ·
Hoeksche Waard ·
Kaag en Braassem ·
Katwijk ·
Krimpen aan den IJssel ·
Krimpenerwaard ·
Lansingerland ·
Leiden ·
Leiderdorp ·
Leidschendam-Voorburg ·
Lisse ·
Maassluis ·
Midden-Delfland ·
Molenlanden ·
Nieuwkoop ·
Nissewaard ·
Noordwijk ·
Oegstgeest ·
Papendrecht ·
Pijnacker-Nootdorp ·
Ridderkerk ·
Rijswijk ·
Rotterdam ·
Schiedam ·
Sliedrecht ·
Teylingen ·
Vlaardingen ·
Voorne aan Zee ·
Voorschoten ·
Waddinxveen ·
Wassenaar ·
Westland ·
Zoetermeer ·
Zoeterwoude ·
Zuidplas ·
Zwijndrecht